# Adesmia filifolia
Adesmia filifolia är en ärtväxtart som beskrevs av Dominique Clos. Adesmia filifolia ingår i släktet Adesmia och familjen ärtväxter. Inga underarter finns listade i Catalogue of Life.